# Ionuț Luțu
Ionuţ Luțu (Slatina, 3 agosto 1975) è un ex calciatore rumeno, di ruolo centrocampista.

## Palmarès

### Club

#### Competizioni nazionali
- Campionato turco: 1

Galatasaray: 1997-1998
- Coppa di Romania: 1

Steaua Bucarest: 1998-1999
- Coppa di Lega sudcoreana: 1

Suwon Bluewings: 2000
- Supercoppa di Corea del Sud: 1

Suwon Bluewings: 2000
- Coppa della Corea del Sud: 1

Suwon Bluewings: 2002
- Supercoppa di Romania: 1

Rapid Bucarest: 2003

#### Competizioni internazional
- AFC Champions League: 1

Suwon Bluewings: 2001-2002
- Supercoppa d'Asia: 1

Suwon Bluewings: 2002